# Etelstan
Etelstan (en anglès: Athelstan; en anglès antic: Æþelstan, Æðelstān o Æthelstan) (vers 895 – 27 d'octubre del 939) va ser rei dels anglosaxons des del 924 fins al 939, any de la seva mort. L'any 927, Etelstan conquerí el Regne viking de York i adoptà el títol de rex anglorum ('rei dels anglesos'). El terme Englalonde —forma arcaica d'England, 'Anglaterra'— no va començar a usar-se fins a finals del segle x o començament del segle xi. Els seus èxits polítics i militars li feren guanyar el sobrenom del Gloriós. No es va casar mai i va ser succeït pel seu germanastre, Edmund.

## Antecedents
Al segle ix, els nombrosos regnes del primer període anglosaxó s'havien consolidat en quatre: Wessex, Mèrcia, Northúmbria i Ànglia de l'Est. Al segle VIII, Mèrcia havia estat el regne més poderós del sud d'Anglaterra, però a principis del novè, Wessex es va convertir en dominant sota el besavi d'Etelstan, Egbert. A mitjan segle, Anglaterra va ser atacada cada cop més per les incursions dels vikings, que va culminar amb la invasió del Gran exèrcit pagà el 865. L'any 878, els vikings havien envaït Ànglia de l'Est, Northumbria i Mèrcia, i gairebé havien conquerit Wessex. Els saxons occidentals van lluitar sota Alfred el Gran i van aconseguir una victòria decisiva a la batalla d'Ethandun. Alfred i el líder viking Guthrum van acordar una divisió que va donar als anglosaxons l'oest de Mèrcia i l'est de Mèrcia als vikings. A la dècada de 890, Alfred, ajudat pel seu fill (i el pare d'Etelstan) Eduard i Ethelred, senyor de Mèrcia, van combatre amb èxit els nous atacs víkings. Ethelred va governar la Mèrcia anglesa sota Alfred i estava casat amb la seva filla Æthelflæd. Alfred va morir el 899 i el va succeir Eduard. Ethelwold, el fill d’Ethelred, germà gran del rei Alfred i predecessor com a rei, va fer una aposta pel poder, però va ser assassinat a la batalla de Holme el 902.
Poc se sap de la guerra entre anglesos i danesos durant els següents anys, però l'any 909, Eduard va enviar un exèrcit saxó i mercià occidental per assolar Northúmbria. L'any següent els danesos de Northúmbria van atacar Mèrcia, però van patir una derrota decisiva a la batalla de Tettenhall. Ethelred va morir el 911 i va ser succeït com a governant de Mèrcia per la seva vídua Ethelfled. Durant la dècada següent, Eduard i Ethelfled van conquerir Mèrcia víkinga i Ànglia oriental. Ethelfled va morir el 918 i va ser succeïda breument per la seva filla Elfwynn, però el mateix any Eduard la va deposar i va prendre el control directe de Mèrcia.
Quan Eduard va morir el 924, va controlar tota Anglaterra al sud del Humber. El rei víking Sitric va governar el Regne de York al sud de Northúmbria, però Ealdred va mantenir el domini anglosaxó en almenys una part de l'antic regne de Bernícia des de la seva base a Bamburgh, al nord de Northúmbria. Constantí II va governar Escòcia, a part del sud-oest, que era el Regne Britànic de Strathclyde. Gal·les es va dividir en una sèrie de petits regnes, incloent Deheubarth al sud-oest, Gwent al sud-est, Brycheiniog immediatament al nord de Gwent i Gwynedd al nord.

## Coronació
Era el fill gran del rei Eduard el Vell i de la seva primera esposa Egwina. Com que la seva mare era de condició social baixa, quan Eduard va accedir al tron la va repudiar i es tornà a casar amb Elfleda. Etelstan va ser enviat amb la seva tia Æthelflæd, que governava a Mèrcia en nom del seu pare. Quan Eduard va morir, Etelstan va ser proclamat rei a Mèrcia, però trigà a obtenir el control a Wessex, on els seus germanastres Etelweard i Eduí tenien més suport. La cerimònia de coronació es va fer el 4 de setembre del 925 a Kingston upon Thames, un lloc probablement escollit com a símbol per la seva localització en la frontera entre Wessex i Mèrcia.
Després de la coronació encara van haver moments d'oposició. Segons narra Guillem de Malmesbury, un noble anomenat Alfred va intentar cegar Etelstan, però va ser descobert a temps. Aquest home al·legava que el rei no era fill legítim; no se sap si actuava per iniciativa pròpia o si ho feia per encàrrec d'Eduí o Etelweard. Cegar-lo l'hauria incapacitat per governar i, en canvi no incorria en el delicte d'assassinat. La Crònica anglosaxona diu que Etelweard va morir unes setmanes després, sense aclarir com, i que Eduí va morir en un naufragi; a partir de llavors, Etelstan va ser més acceptat.

## Política
Va promoure una política d'aliances polítiques amb què va aconseguir expandir el seu poder a tota l'illa de Gran Bretanya. Un any després de la seva coronació, va casar una de les seves germanes amb el rei viking Sitric Cáech de Northúmbria que, a canvi, es va declarar vassall seu i es va convertir al cristianisme. A la mort de Sitric el 927, Guthfrith, un cosí de Sitric, va enviar una flota des de Dublín per apoderar-se del regne, però Etelstan es va moure ràpidament i es va apoderar de York, la capital de Northúmbria. Així es va convertir en el primer rei que governava sobre tota l'illa i va començar a fer-se anomenar rei dels anglesos. Segons l'historiador John Maddicott, amb ell començà el predomini d'Anglaterra sobre els altres regnes de l'illa.
La Crònica anglosaxona relata que, d'entrada, la resta dels reis de la Gran Bretanya el van reconèixer com el monarca més poderós de l'illa: li van retre homenatge els reis Hywel Dda de Gal·les, Constantí II d'Escòcia, Owain de Strathclyde i Ealdred de Bernícia. Etelstan va adquirir el vast territori d'Amounderness, a Lancashire, i el va posar sota la tutela de l'arquebisbe de York, que era el seu lloctinent a Nortúmbria. Malgrat els seus esforços per guanyar-se la població, el veien com un foraster i, a vegades, van preferir aliar-se amb els pagans del Regne de Dublín.
Va obtenir èxits militars importants, principalment contra els vikings. El maig del 934, va fer una campanya d'invasió sobre Escòcia, segons diu el cronista John de Worcester perquè el rei d'aquell país, Constantí II, havia trencat el seu tractat amb Etelstan. La seva victòria més important va ser la que obtingué en la batalla de Brunanburgh la tardor del 937, sobre una aliança que havia combinat el rei Constantí II d'Escòcia amb els vikings del Regne de Dublín.
Per controlar un reialme tan extens, va delegar la primera defensa i l'administració del territori en ealdormen (comtes), sota els quals estaven els reeves (una mena d'oficials que eren petits terratinents). Pel que fa al poder, va estar fortament centralitzat: només hi havia una persona amb potestat per a redactar documents oficials, conegut pels historiadors com Æthelstan A.
Encara que no va tenir una cort central, ja que convocava reunions en diversos llocs del seu reialme, residia preferentment a Wessex.

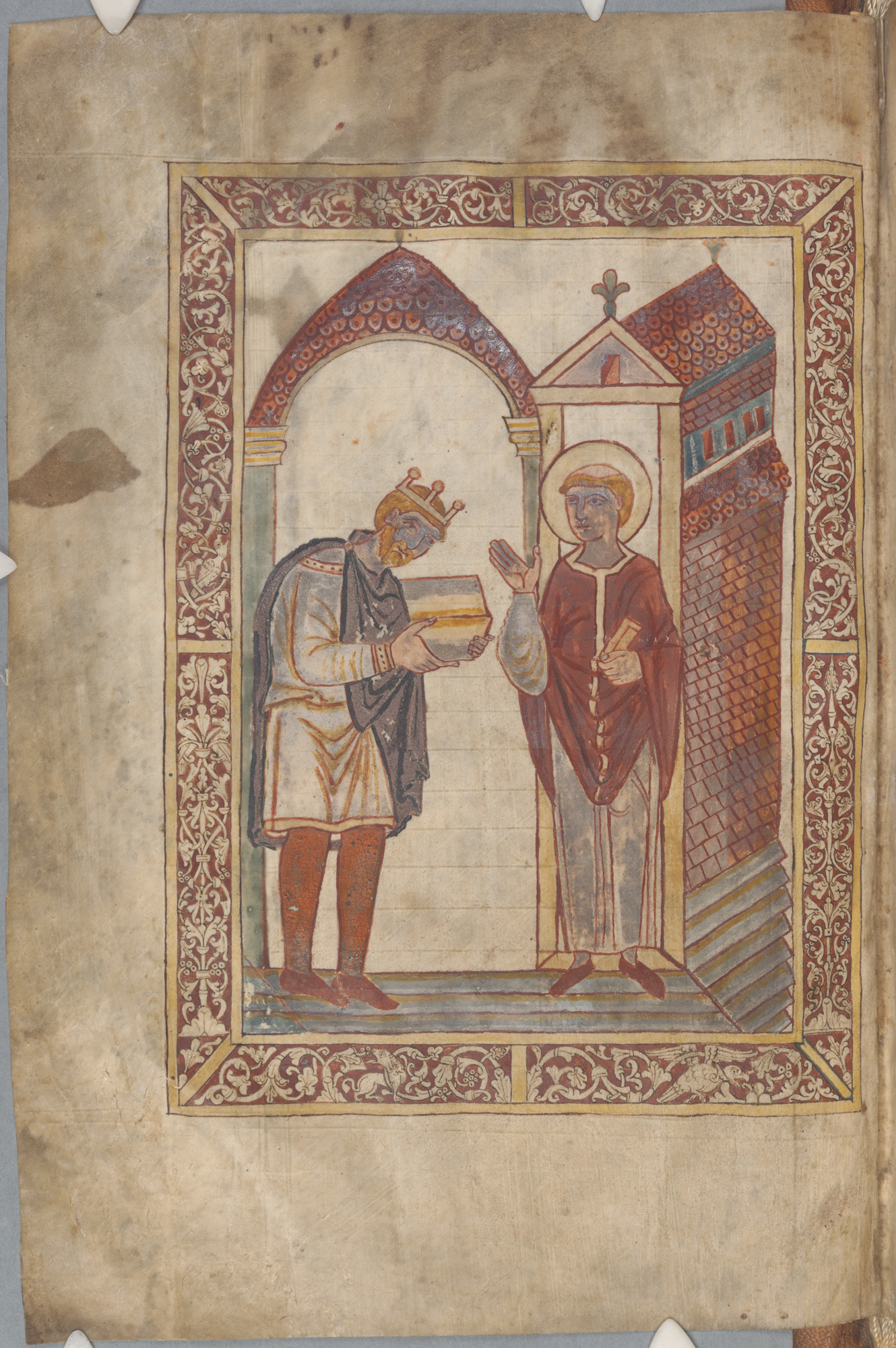
Etelstan en una il·lustració de la Vida de sant Cutbert, de Beda

Els anglosaxons van ser el primer poble d'Europa que va escriure la seva legislació en llengua vernacla, l'anglès antic, cosa que venien fent des del segle vii i esperava de tots els seus ealdormen que l'aprenguessin. El seu codi legal coincidia força amb el de Carlemany en matèria de manteniment de la pau, traïció, sistema organitzatiu en hundreds, i l'ús dels judicis de déu. Han sobreviscut més lleis del regnat d'Etelstan que de cap altre rei antic.
L'encunyació de moneda no estava centralitzada; durant el seu regnat se'n van encunyar diferents tipus en cada regió. Després de la conquesta de York i de rebre la submissió d'altres reis, van aparèixer diferents inscripcions segons la zona: Rex Totius Britanniae a Ànglia de l'Est i al Danelaw, mentre que a Mèrcia la inscripció era Rex Saxorum. A partir del 930, en les monedes va sortir la imatge del seu rostre portant una corona de tres pics.
Etelstan va concedir als bisbes un lloc preferent: compartien amb els eldormen la facultat d'impartir justícia, i a més alguns eren tinguts per savis consellers que l'acompanyaven durant temporades, com és el cas de Wulfstan i Oda de Canterbury. Va tenir també, durant un temps, al seu servei el frare Dunstan, però la seva rectitud incomodava alguns nobles, que van complotar per fer-lo fora de la cort.
El rei Etelstan valorava molt les relíquies i els llibres sobre vides de sants, i els que ho sabien li'n regalaven, de manera que va aplegar una gran col·lecció. La fama de la seva biblioteca va atreure clergues estudiosos a la seva cort, principalment bretons i irlandesos. Un dels més destacats en fou Israel el Gramàtic.

## Mort
Va morir al palau de Gloucester l'any 939, als 44 anys. Tot i haver forjat moltes aliances amb els matrimonis de les seves germanes, a la seva mort es van perdre els territoris de York, que van passar a ser comandats pel Regne de Dublín fins al 944, quan el seu successor Edmund els va recuperar provisionalment, i definitivament el 954 per part d'Edred, també germanastre d'Etelstan.

## Llegat
El regnat d'Etelstan s'ha vist eclipsat pels èxits del seu avi, Alfred el Gran, però ara és considerat un dels reis més grans de la dinastia saxona occidental. Els historiadors moderns avalen l'opinió del cronista del segle XII Guillem de Malmesbury que «mai ningú més just o més docte va governar el regne». Frank Stenton i Simon Keynes el descriuen com l'únic rei anglosaxó que es compararà amb Alfred. Des de l'opinió de Keynes, s'ha considerat durant molt de temps, amb raó, com una figura important del paisatge del segle X... també ha estat aclamat com el primer rei d'Anglaterra, com un estadista de prestigi internacional. [148] David Dumville descriu Etelstan com el pare de l'Anglaterra medieval i moderna, mentre que Michael Wood considera Offa, Alfred i Etelstan com els tres reis anglosaxons més grans, i Etelstan com un dels intel·lectuals laics més importants de l'anglosaxona. -Història saxona.

Ethelstan és considerat com el primer rei d'Anglaterra pels historiadors moderns. El capítol de David Dumville sobre Etelstan a Wessex i Anglaterra es titula Entre Alfred el Gran i Edgar el pacificador: Etelstan, el primer rei d'Anglaterra, i el títol de la biografia de Sarah Foot és Etelstan: el primer rei de Anglaterra. Encara que van ser els seus successors els que aconseguirien la conquesta permanent de Viking York, les campanyes d'Etelstan van fer possible aquest èxit. El seu nebot Edgar es va anomenar rei dels anglesos i va recuperar la pretensió de governar tots els pobles de la Gran Bretanya. Simon Keynes va argumentar que «els usos consistents del regnat d'Edgar representen ni més ni menys que una reafirmació decidida de la política creada per Etelstan als anys trenta». L'historiador Charles Insley, però, veu l'hegemonia d'Etelstan com a fràgil: «El nivell de senyoria exercida per Etelstan durant la dècada de 930 sobre la resta de Gran Bretanya potser no va ser assolit de nou per un rei anglès fins a Eduard I». George Molyneaux argumenta que:
| « | La tendència d'alguns historiadors moderns a celebrar Etelstan com "el primer rei d'Anglaterra" és, però, problemàtica, ja que hi ha pocs indicis que en el seu dia el títol rex Anglorum estigués estretament o constantment lligat a una àrea semblant a la que considerem. Anglaterra. Quan el domini d'Etelstan s'associava a qualsevol extensió geogràfica definida, el territori en qüestió sol ser tota l'illa de Gran Bretanya. | » |

Simon Keynes va veure l'elaboració de lleis d'Etelstan com el seu més gran assoliment. El seu regnat és anterior al sofisticat estat del període anglosaxó posterior, però la seva creació del govern més centralitzat que Anglaterra havia vist fins ara, amb el rei i el seu consell treballant estratègicament per assegurar l'acceptació de la seva autoritat i les seves lleis, va establir les bases sobre les quals el seu germans i nebots crearien un dels sistemes de govern més rics i avançats d'Europa. El regnat d'Etelstan es va basar en el programa eclesiàstic del seu avi, consolidant el renaixement eclesiàstic i posant les bases del moviment de reforma monàstica més tard al segle.
La reputació d'Etelstan va estar en el seu apogeu quan va morir. Segons Sarah Foot, «va trobar aclamació en el seu propi dia no només com a cap militar d'èxit i monarca eficaç, sinó també com a home de devoció, compromès amb la promoció de la religió i el patrocini de l'aprenentatge». Més tard al segle, Etelweard el va lloar com un rei molt poderós i digne d'honor, i Etelred l'Indecís, que va nomenar els seus vuit fills en honor dels seus predecessors, va posar Etelstan en primer lloc com el nom del seu fill gran. A la seva biografia d'Etelred, Levi Roach va comentar: «El rei estava clarament orgullós de la seva família i el fet que Etelstan estigui al capdavant d'aquesta llista diu molt: tot i que després va ser superat per Alfred el Gran a la fama, als anys 80 devia semblar com si tot havia començat amb el besoncle del rei» (una visió amb la qual molts historiadors moderns tendeixen a estar d'acord).
Aleshores, la memòria d'Etelstan va disminuir fins que va ser revifada per Guillem de Malmesbury, que es va interessar especialment en ell com l'únic rei que havia escollit ser enterrat a casa seva. El relat de Guillem va mantenir viva la seva memòria, i va ser elogiat per altres cronistes medievals. A principis del segle xvi, William Tyndale va justificar la seva traducció anglesa de la Bíblia afirmant que havia llegit que el rei Ethelstan havia fet que les Sagrades Escriptures es traduïssin a l'anglosaxó. A partir del segle xvi, la reputació d'Alfred esdevingué dominant, i Etelstan va desaparèixer en gran part de la consciència popular. La Història dels anglosaxons de Sharon Turner, publicada per primera vegada entre 1799 i 1805, va tenir un paper crucial en la promoció dels estudis anglosaxons, i va ajudar a establir Brunanburh com una batalla clau en la història anglesa, però el seu tractament d'Etelstan va ser lleuger. en comparació amb Alfred. Charles Dickens només tenia un paràgraf sobre Ethlstan a la seva Història infantil d'Anglaterra, i encara que la història anglosaxona era un tema popular per als artistes del segle xix, i Alfred va ser representat amb freqüència a les pintures de la Royal Academy entre 1769 i 1904, no hi havia una imatge d'Etelstan.
Williams comenta: «Si Etelstan no ha tingut la reputació que va tenir el seu avi, la culpa rau en les fonts supervivents; Etelstan no tenia biògraf, i la Crònica del seu regnat és escassa. En el seu propi dia era l'arbre del sostre de l'honor del món occidental».